# 北光社站

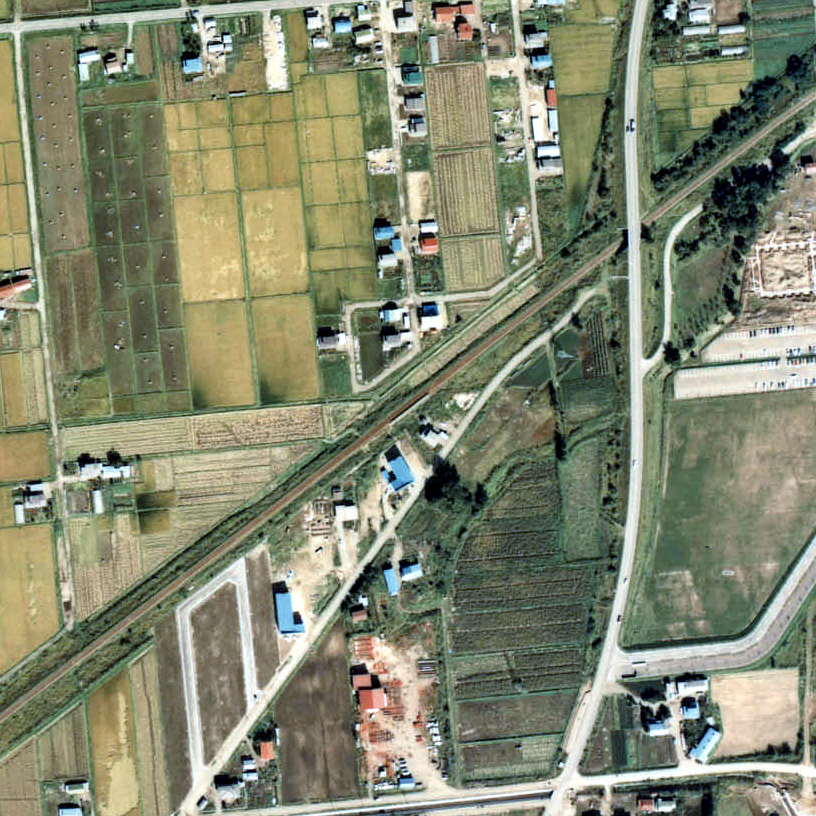
1977年國鐵池北線時代的北光社站與方圓500米範圍。右上方為北見方向。當時為一座臨時乘降場規模的車站，只有一座簡單月台。周邊看不到候車室。前後沒有平交道，較難確認連接車站前方與附近的道路之間的小徑。

北光社站（日语：／ Hokkōsha eki */?）是位於北海道北見市北上，北海道池北高原鐵道的故鄉銀河線車站（廢站）。隨著故鄉銀河線廢線，車站在2006年（平成18年）4月21日廢除。
站名取自從前由高知縣遷入的基督教系移民團體名稱。坂本龍馬的親戚，鄉士坂本家第五代掌門人坂本直寛參與了北光社。

## 歷史
- 1948年（昭和23年）5月 - 運輸省網走本線北光社臨時乘降場（局（日语：鉄道管理局）設定）啟用。
- 1949年（昭和24年）6月1日 - 日本國有鐵道成立，成為日本國有鐵道車站。
- 1959年（昭和34年）11月1日 - 升級至車站。當時為旅客車站。
- 1961年（昭和36年）4月1日 - 池田至北見之間改名為池北線，成為池北線車站[3]。
- 1987年（昭和62年）4月1日 - 伴隨國鐵分割民營化，車站由北海道旅客鐵道（JR北海道）營運。
- 1989年（平成元年）6月4日 - 北海道池北高原鐵道繼承池北線[3][4][5][6][7]。
- 2006年（平成18年）4月21日 - 故鄉銀河線全線廢除[1][8]，此站也廢除。

## 車站構造
截至車站廢除前，此站是地面車站，設有1面1線的單式月台。此站沒有車站大樓，只有一座簡單月台。此站是無人車站。

## 車站周邊
車站附近為住宅區。
- 北海道道27號北見津別線（日语：北海道道27号北見津別線）
- 北海商科大學（日语：北海商科大学）北見校園（舊・北海學園北見大學）
- 北光八幡神社
- 北海道糖業（日语：北海道糖業）北見製糖所
- 北海道北見巴士（日语：北海道北見バス）「北光社」巴士站

## 相鄰車站
北海道池北高原鐵道
故鄉銀河線
上常呂－北光社－北見

## 注腳
1. 1 2 3  北見現代史編集委員会（編集）. . 北見市: 981頁. 2007-01 （日语）.
2. ↑  亀畑清隆, , 角川文庫 電子書, 柏艪舎: 23, 2006-06, ISBN 4-434-07834-8 （日语）
3. 1 2   田中和夫（監修）. . 上巻 国鉄・JR線. 北海道新聞社（編集）. 2002-07-15: 236–237頁. ISBN 978-4-89453-220-5. ISBN 4-89453-220-4 （日语）.
4. ↑  田中和夫（監修）. . 下巻 SL・青函連絡船他. 北海道新聞社（編集）. 2002-12-05: 222頁–223頁. ISBN 978-4-89453-237-3. ISBN 4-89453-237-9.
5. ↑  北見現代史編集委員会（編集）. . 北見市: 952頁,954頁. 2007-01 （日语）.
6. ↑  ふるさと銀河線10周年記念事業実行委員会（編集）. : 21–24頁、95頁. 1999-06-04 （日语）.
7. ↑  . 北海道新聞 (北海道新聞社). フォト北海道（道新写真データベース）. 1989-06-03  [2016-11-25]. （原始内容存档于2016年11月25日） （日语）.
8. ↑  . 北海道新聞 (北海道新聞社). フォト北海道（道新写真データベース）. 2006-04-21  [2016-11-25]. （原始内容存档于2016年11月25日） （日语）.